# Jack Straus
Jack Straus (* 16. Juni 1930 in Travis, Texas; † 17. August 1988 in Los Angeles, Kalifornien) war ein professioneller US-amerikanischer Pokerspieler. Aufgrund seiner Größe trug er den Spitznamen Treetop. Straus gewann 1982 das Main Event der World Series of Poker und sicherte sich insgesamt zwei Bracelets bei dieser Turnierserie.

## Pokerkarriere

### Werdegang
Straus begann in den frühen 1970ern bei der World Series of Poker (WSOP) im Binion’s Horseshoe in Las Vegas zu spielen. Im Mai 1973 erreichte er bei einem Turnier der Variante No-Limit 2-7 Draw Lowball das Heads-Up gegen Aubrey Day. Nach rund 20-stündiger Spielzeit einigten sich die beiden auf ein Unentschieden, dadurch erhielten beide Spieler ihr erstes Bracelet. 1982 gewann Straus das WSOP-Main-Event und erhielt dafür 520.000 US-Dollar sowie sein zweites Bracelet.
Bemerkenswert an diesem Sieg war, dass Straus zwischenzeitlich nur noch einen einzigen 500-$-Chip zur Verfügung hatte. Daraus entstand der Leitsatz A Chip and a Chair (zu deutsch: Ein Chip und ein Stuhl).
Straus ist zudem für einen der größten Bluffs überhaupt bekannt. Während er in einem High Stakes No Limit Texas Hold’em Cash Game einige große Pots hintereinander gewann, entschied er sich dazu, seine nächste Starthand, 7 2, zu erhöhen. Nachdem ein Gegner die Erhöhung gezahlt hatte, kam im Flop 7 3 3, was für Straus’ Hand einen guten Flop darstellte. Er setzte also und sein Gegner erhöhte das Gebot. Straus vermutete ein höheres Paar beim Gegner und versuchte, die dritte 3 zu repräsentieren. Auf dem Turn kam eine 2, was für Straus keine Hilfe darstellte, da beim Poker nur die besten zwei Paare zählen. Trotzdem setzte er eine große Menge von Geld, da er wusste, dass sein Gegner die bessere Hand hielt und er seine kaum mehr verbessern konnte. Straus teilte seinem Gegner mit, dass er ihm für 25 $ eine seiner Karten zeigen würde. Er nahm das Angebot an und Straus zeigte ihm seine 2. Nach einer Weile kam sein Gegner zum Schluss, dass Straus wohl 2 2 halten müsste und stieg aus. Dieser Bluff wird auch im Film High Roller: The Stu Ungar Story behandelt.
Straus starb im August 1988 an einem Herzanfall. Im selben Jahr wurde er in die Poker Hall of Fame aufgenommen. In seiner Karriere erspielte er sich bei Pokerturnieren rund 830.000 US-Dollar.

### Braceletübersicht
Straus kam bei der WSOP viermal ins Geld und gewann zwei Bracelets:
| Jahr | Buy-in (in $) | Turnier                             | Teilnehmer | Preisgeld (in $)              |
| ---- | ------------- | ----------------------------------- | ---------- | ----------------------------- |
| 1973 | 03.000        | Deuce to Seven Draw                 | 011        | 033.000geteilt mit Aubrey Day |
| 1982 | 10.000        | No Limit Hold’em World Championship | 104        | 520.000                       |